# Саммітв'ю (Вашингтон)
Саммітв'ю (англ. Summitview) — переписна місцевість (CDP) в США, в окрузі Якіма штату Вашингтон. Населення — 2066 осіб (2020).

## Географія
Саммітв'ю розташований за координатами 46°35′53″ пн. ш. 120°39′5″ зх. д. / 46.59806° пн. ш. 120.65139° зх. д. (46.597943, -120.651431).  За даними Бюро перепису населення США в 2010 році переписна місцевість мала площу 6,55 км², уся площа — суходіл.

## Демографія
Згідно з переписом 2010 року, у переписній місцевості мешкало 967 осіб у 348 домогосподарствах у складі 287 родин. Густота населення становила 148 осіб/км².  Було 356 помешкань (54/км²).
Расовий склад населення:
| - 89,1 % — білих - 1,2 % — корінних американців - 0,5 % — чорних або афроамериканців - 0,4 % — азіатів - 0,2 % — вихідців з тихоокеанських островів - 5,9 % — осіб інших рас |

До двох чи більше рас належало 2,6 %. Частка іспаномовних становила 11,3 % від усіх жителів.
За віковим діапазоном населення розподілялося таким чином: 26,6 % — особи молодші 18 років, 60,0 % — особи у віці 18—64 років, 13,4 % — особи у віці 65 років та старші. Медіана віку мешканця становила 43,1 року. На 100 осіб жіночої статі у переписній місцевості припадало 98,6 чоловіків;  на 100 жінок у віці від 18 років та старших — 100,0 чоловіків також старших 18 років.
Середній дохід на одне домашнє господарство  становив 138 954 долари США (медіана — 93 359), а середній дохід на одну сім'ю — 155 684 долари (медіана — 105 192). За межею бідності перебувало 4,3 % осіб, у тому числі 0,0 % дітей у віці до 18 років та 0,0 % осіб у віці 65 років та старших.
Цивільне працевлаштоване населення становило 683 особи. Основні галузі зайнятості: освіта, охорона здоров'я та соціальна допомога — 27,4 %, науковці, спеціалісти, менеджери — 22,4 %, виробництво — 11,3 %, роздрібна торгівля — 10,4 %.